# هری پاتر و محفل ققنوس (بازی ویدئویی)
هری پاتر و محفل ققنوس (به انگلیسی: Harry Potter and the Order of the Phoenix)یک بازی ویدئویی و ویدئویی است که بر اساس پنجمین کتاب هری پاتر نوشتهٔ جوآن رولینگ، ساخته شده و هم‌زمان با اقتباس سینمایی آن بر روی ویندوز، پلی استیشن ۲، پلی استیشن ۳، ایکس باکس ۳۶۰، پلی استیشن همراه، نینتندو دی‌اس، وی، گیم‌بوی و مکینتاش عرضه شده‌است.

## ماجرای بازی
هری پاتر، رون ویزلی و هرمیون گرنجر به مدرسهٔ هاگوارتز برمی گردند و به این نکته پی می‌برند که رویارویی هری با لرد ولدمورت، توسط بسیاری از اعضای وزارت سحر و جادو، تکذیب شده‌است.پس خودشان دست به کار شده و گروهی را به نام ((ارتش دامبلدور)) تشکیل می‌دهند

## نحوهٔ بازی
در این بازی، هشتاد و پنج محل مختلف از هاگوارتز وجود دارد، بازی‌کننده در بیشتر اوقات در نقش هری پاتر ظاهر شده و در این مکانها به کندوکاو می‌پردازد و به دوستانش جادو یاد می‌دهد. تفاوت چشم‌گیر در این بازی، نسبت به نسخه‌های قبلی بازی‌های هری پاتر، در نحوهٔ جادو کردن است. در نسخه‌های پیشین بازی‌کننده اگر به شیئی می‌رسید که قابلیت جادو شدن در آن تعریف شده بود، می‌توانست با چوب جادوی خود توسط یک کلیک، جادوی مناسب را به سمت شیء پرتاب کند اما اکنون او باید بعد از بلند کردن چوب جادو با کلیک چپ (در صورت تنظیم به عنوان پیش‌فرض)، اشیاء قابل جادو شدن را به رنگ آبی روشن در آورده و سپس با نگاه داشتن و حرکت مناسب، جادو را بر آن‌ها اعمال کند. به‌طور مثال بازیگر می‌تواند یک فرش را بر روی هوا بلند کرده و حرکت دهد یا آن را به آتش بکشد. در طول بازی جادوهای بیشتری توسط بازیگر آموخته می‌شود و جادوهای مربوط به دوئل هم با کلیک راست قابل اجرا هستند.هم چنین در مکان‌های مختلف بازی اشیاء خاصی قرار دارند که با جادو کردن و((discover)) کردن آن‌ها امتیاز بدست میآورید.

## شخصیت ها

### قابل بازی
- هری پاتر (شخصیت)

### غیر قابل بازی
- دانش آموزان
- رون ویزلی
- هرماینی گرنجر
- فرد و جورج ویزلی
- جینی ویزلی
- نویل لانگ باتم
- لونا لاوگود
- چو چانگ
- دراکو مالفوی
- دین توماس
- پروتی پتیل
- پادما پتیل
- وینسنت کراب
- گرگوری گویل
- کالین کیریوی
- لی جوردن
- هانا اَبوت
- آنجلینا جانسون
- سوزان بونز
- زاخاریاس اسمیت
- ارنی مک میلان
- تری بوت
- مایکل کرنر
- آنتونی گولد اِستین
- کارکنان هاگوارتز
- آلبوس دامبلدور
- دلوریس آمبریج
- مینروا مک گونگال
- سوروس اسنیپ
- فیلیوس فلیت ویک
- پومانا اسپروات
- روبیوس هاگرید
- سیبل تریلانی
- آرگوس فیلچ
- مرگ خواران
- لرد ولدمورت
- بلاتریکس لسترنج
- لوسیوس مالفوی
- اعضای محفل ققنوس
- سیریوس بلک
- آرتور ویزلی
- ریموس لوپین
- نیمفادورا تانکس
- دیگر افراد
- کورنلیوس فاج
- گرواپ
- کریچِر
- دادلی دورسلی
- نیک سر بریده
- میرتل گریان
- بانو چاق

## جادوها

### مربوط به وسایل
- ریپارو، تعمیر کردن وسایل(باید یک دایره کشیده شود).
- وینگاردیوم لویسا، بلند کردن اشیا(شکلی شبیه به حرف زد انگلیسی با این تفاوت که بالا و پایین نداشته باشد).
- دیپالسو، هل دادن اجسام(↑).
- اکسیو، کشیدن اشیا(↓).
- ریدکتو، خراب کردن اشیا. (بدون اسفاده از این ورد امکان رد کردنم یکی از مراحل وجود ندارد)
- اینسندیو، آتش زدن اشیا.[۳]

### مربوط به دوئل
- اکسپلیارموس، خلع سلاح(در واقع زدن ضربه سنگین به دشمنان)
- استیوپفای، بیهوش کردن افراد.(ضدن ضربه معمولی به دشمنان)
- پروتگو، منحرف کردن جادو ها.
- رکتوسمپرا، جادوهای استیوپفای ولی با قدرت کمتر.(طلسم قلقلک)
- پترفیکیوس توتالوس، خشک کردن افراد(این جادو در مبارزه با ولدمورت بسیار کاربرد دارد)
- لویکرپوس، دشمنان را به هوا بلند میکند
- پاتروناس جادوی مقابل دیوانه‌سازها که فقط در تمرینات ارتش دامبلدور استفاده می‌شود و در جاهای دیگر کاربردی ندارد.

## سخن‌گویان در نقش‌ها
تقریباً تمام سخن‌گویان، هنرپیشه‌های واقعی خود فیلم هستند.

### یادداشت
در صورت کسب امتیاز بالا در مأموریت‌های جانبی مثل پیدا کردن و ترمیم اشیای شکسته، در طبقه پنجم هاگوارتز، درب اتاقی مخفی گشوده می‌شود که با فشردن هم‌زمان کلید اِنتر بر روی بعضی از اشیا این اتاق، می‌توان مصاحبه‌هایی با گویندگان و سازندگان بازی را مشاهده کرد.